# Даль-Йенсен, Дорте
Дорте Даль-Йенсен (Dorthe Dahl-Jensen; род. 8 сентября 1958, Копенгаген) — датский физик, гляциолог и климатолог, палеоклиматолог, высокоцитируемый исследователь (HCR), специалист по ледяным кернам и в целом в области криосферы. Доктор философии (1988), профессор Института Нильса Бора (с 2002 года). Член Датской королевской академии наук и Европейской академии (2022). Лауреат премии Бальцана (2022).

## Биография
Выросла в Швейцарии, где её отец работал в ЦЕРНе.
Окончила Копенгагенский университет (магистр M.Sc. геофизики, 1984) и там же получила докторскую степень по той же специальности. С 1997 года ассоциированный профессор Института Нильса Бора, с 2002 года профессор. С 2005 года там же председатель PhD-школы. В основном исследовала ледяной щит Гренландии. Внесла значительный вклад в полярную гляциологию и реконструкцию климата. Академический член Норвежской научной академии полярных исследований. Феллоу Американского геофизического союза (2022). Давний член International Glaciological Society.
Публиковалась в Nature и Science.

## Отличия
- Премия Декарта (2007)
- VEGA Medal (2008)
- Amalienborg Award (2009)
- Louis Agassiz Medal, EGU (2014)[16]
- Mohn Prize (2020)[20][21]
- Carlsberg Foundation Research Prize (2022)[22][23][24]

Рыцарь ордена Данеброг (2010).